# Varga István (üzletember)
Varga István (Sajószentpéter, 1956. június 23.) magyar üzletember, közgazdász, a Bajnai-kormány nemzeti fejlesztési és gazdasági minisztere.

## Élete

### Tanulmányai
1980-ban a budapesti Marx Károly Közgazdaságtudományi Egyetem nemzetközi szakán végzett és itt szerezte másoddiplomáját is 1986-ban, mint gazdasági szakértő.

### Üzleti tevékenysége
1980 és 1991 között a Mineralimpex nevű cégnél dolgozott, 1991-től a Shell-Interag Kft.-nél. 1997-ben előléptették, vezető pozícióba került a cégnél, a közép-kelet-európai régió, üzemanyag-ellátás vezetője lett. 1999 és 2006 között pedig közép-európai régió, üzemanyag-ellátási igazgatója lett ugyancsak a Shell csoportnál. 2002 és 2008 között a Shell csoport elnök-vezérigazgatójának pozícióját töltötte be. 2001-től a magyarországi Kőolaj- és Kőolajtermék Készletező Szövetség Igazgatótanácsának tagjává választották. 2002 és 2008 között a Magyar Ásványolaj Szövetség alelnöke volt. Elnök-vezérigazgató pozíciója mellett 3 éven keresztül 2005 és 2008 között a Brit Kereskedelmi Kamara elnöke volt. Az Autonómia alapítvány kuratóriumának tagja és a Transparency International mellett fejt ki tanácsadói tevékenységet.
Varga István 2008. december 1-jével távozott a Shell Hungary Zrt. igazgatósági elnöki posztjáról. A távozásról szóló bejelentés nem jelölte meg Varga távozásának konkrét okát. A bejelentésben mindössze az áll, hogy Varga karrierjét más területen folytatja.

### Politikai pályafutása
2009. április 29-től nemzeti fejlesztési és gazdasági miniszter, fő feladatának „a kormány válságkezelő tervének végrehajtását, az uniós források minél gyorsabban történő felhasználását, a reálgazdaságba történő áramoltatását, a hazai vállalkozások bürokratikus terheinek mérséklését, a munkahelyek megvédését, az új munkahelyek létrejöttének elősegítését, a bizalom és az átláthatóság megteremtését” tekinti. Ő volt a második jelölt a posztra, mivel Vahl Tamás visszalépett és ezután Bajnai Gordon miniszterelnök őt jelölte a posztra. Varga saját bevallása szerint egy nap gondolkodási időt kért és utána igent mondott a felkérésre. Angolul és németül felsőfokon beszél.

### Magánélete
Nős, három gyermek édesapja.

### Elismerései
2008 novemberében a brit-magyar kapcsolatok fejlesztése terén végzett munkájáért brit birodalmi érdemrenddel jutalmazták.